# Sjöbyarna
Sjöbyarna eller Västra Munsala är en benämning på byarna Hirvlax, Kantlax, Monå, och Monäs i före detta Munsala kommun i Nykarleby stad i Österbotten. Byarna har en total folkmängd på 573 (2019). Sett till antal invånare är Monäs den största byn, följt av Kantlax, Monå och Hirvlax.
Byarna präglas av närheten till havet och fisket, landhöjningen, väckelserörelsen, ett radikalt samhällsengagemang och av pälsdjursnäringen.

## Geografi och beskrivning

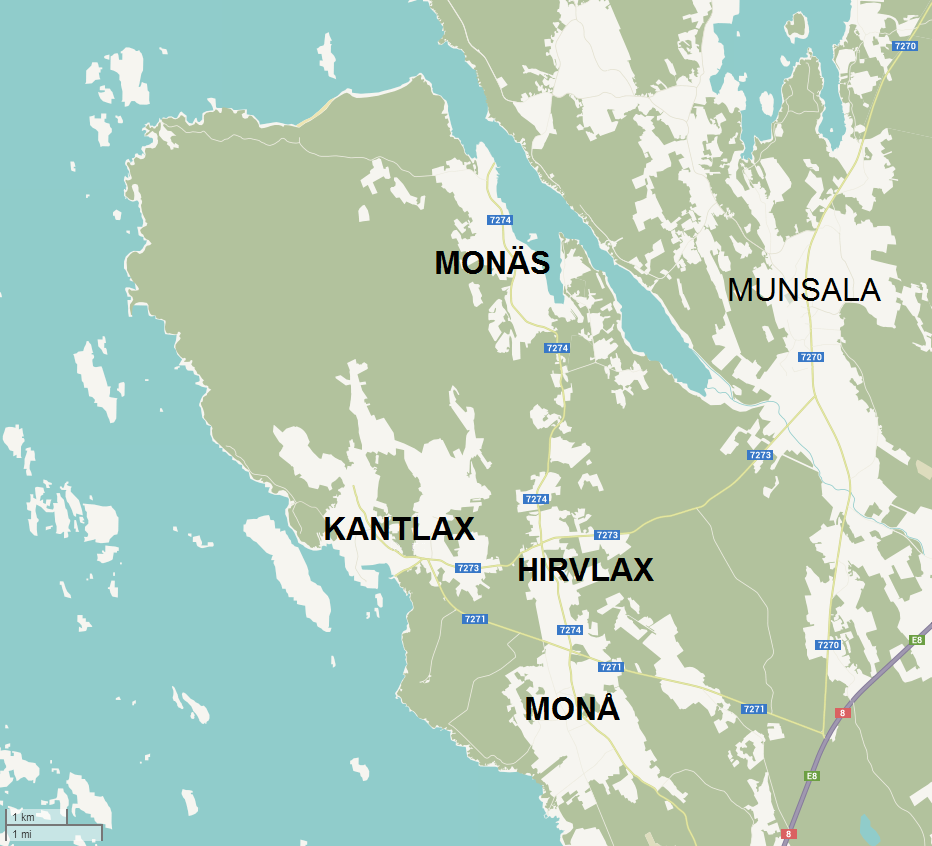
Sjöbyarna Kantlax, Hirvlax, Monå och Monäs i förhållande till Munsala kyrkby. Nere till höger ses riksväg 8 som söderut leder till Vasa (mätt från Hirvlax 62 km), och norrut Karleby (69 km). Genom Munsala kommer man norrut till Nykarleby (mätt från Hirvlax 17 km) och Jakobstad (38 km).

Hirvlax har tack vare sitt läge med Monå i söder, Kantlax i väst, Monäs i norr och Munsala i öst varit byarnas naturliga knutpunkt.
I Hirvlax finns sjöbyarnas gemensamma skola och i Monäs finns den enda återstående bybutiken.
Genom Hirvlax passerar  förbindelseväg 7274 (Monäsvägen) som har sin början i Monäs hamn, i Hirvlax byter den namn till Monåvägen och fortsätter till Monå där den övergår i en bygdeväg som fortsätter till sjöbyarnas sydligaste utpost Gunilack och ansluter där till riksväg 8. Från centrum av Kantlax går förbindelseväg 7273 (Kantlaxvägen) genom Hirvlax där den byter namn till Hirvlaxvägen och leder vidare mot Munsala. Från Kantlax går också förbindelseväg 7271 (Kanäsvägen) genom Pelat till riksväg 8.
Den kraftiga landhöjningen i Kvarken är märkbar i området.
Kanäs oljehamn i Kantlax har ett farledsjup på sju meter, hamnen i Monäs har ett farledsdjup på fyra meter.

## Historia

### Tidig historia
När den första befolkningen kom till trakten var byarna holmar. Genom landhöjningen har de sedan förbundits till fastlandet. Till Hirvlax som numera är helt kustlös kunde man så sent som 1802 komma med båt.
Det tidigaste omnämnandet av ett ortnamn i sjöbyarna gjordes 1440. Då fastställde lagmannen Olof Svärd rågången mellan Kvevlax och Veikars i dåvarande Mustasaari socken. Bland synmännen återfinns "Jöns j Mona", det vill säga Monå. Kantlax ("Camtelaxe") omnämns 1485 i samband med ett arvskifte.
Det är svårt att uppskatta invånarantal i förhistorisk tid men man har gjort försök genom att titta i skatteböckerna som infördes på Gustav Vasas tid. Från 1549 finns skattelängder över hjon och gäddor från sjöbyarna, man skattade fem markpund gädda per skattebonde och ett markpund smör per hjon. Med detta som underlag har Bror Åkerblom i boken Munsala sockens historia kommit fram till att det 1549 bodde ungefär 217 personer här vid den tiden. 
På storsocknarnas tid hörde sjöbyarna och Munsala by till skilda socknar. Sedan 1400-talet ingick Hirvlax, Kantlax, Monå och Monäs i Mustasaari socken. När Vörå socken bildades 1535 överfördes sjöbyarna dit. När reformationen kom och den lutherska läran blivit ensamt rådande i riket uppstod en allmän åsikt om mindre kyrksocknar. 1607 bildade Karl IX Nykarleby socken till vilken sjöbyarna överlämnades. 1857 bildade Munsala en egen socken. 1975 slogs Munsala kommun tillsammans med Jeppo och Nykarleby landskommun ihop med Nykarleby stad.

### Näring
Befolkningen i sjöbyarna har traditionellt livnärt sig på småbruk, fiske och säljakt. Sedan 1900-talets mitt har pälsdjursuppfödningen varit omfattande här. Byarna har samarbetat på många områden, genom olika andelslag och ett gemensamt lantmannagille.

#### Munsala Andelsmejeri
I mitten på 1920-talet började västra Munsalas jordbrukare göra upp planer för ett gemensamt mejeri. Andelslaget Munsala Andelsmejeri bildades och man köpte tomt invid vägkorsningen i Hirvlax. Andelslagets medlemmar började bygga mejeriet som stod klart 1929. Då mejeriet togs i bruk på hösten hade det 94 leverantörer, 1950 hade antalet ökat till 169. 1957 var medelinvägningen cirka 3200 kilo per dag och det fanns cirka 650 kor i området, i medeltal 3,8 kor per producent. Mejeriet drevs med ånga fram till 1950-talet då eldrift tog över.
I byarna samarbetade man kring små bolag, så kallade mejerikuskbolag, som med häst transporterade mjölken till mejeriet. 1955 beslutade man efter många och hårda diskussioner att mejeriet skulle överta transporten, den sköttes därefter med lastbil och traktor.
Vid 1950-talets slut uppstod ett behov att se över en förnyelse av maskinparken. Detta ledde till livliga diskussioner inom andelslaget angående mejeriets fortsatta existens, där en fraktion ville fusionera med Munsala Centralandelsmejeri medan andra ville förvärva nya maskiner och fortsätta verksamheten. Under tiden mars 1957 till maj 1961 kallades medlemmarna till 12 andelsstämmor för att diskutera mejeriets framtid. Fusionsförespråkarna hade vid det här laget börjat föra sin mjölk till kyrkbyn och fick för detta en varning av styrelsen. På mötet i maj 1961 beslutades enhälligt att utesluta 23 medlemmar, efter detta återgick mejeriet till en mera normal verksamhet med årliga andelstämmor.
Men minskade mjölkleveranser tillsammans med lån tagna för maskininköp ledde till en ansträngd ekonomi och 1966 lades verksamheten slutligen ned och man började transportera mjölken till centralmejeriet i Munsala.

#### Pälsdjursuppfödning
Från 1930-talet och framåt har pälsnäringen varit vitt utbredd i trakten. Det började som ett komplement till jordbruket med burar på var och varannan gård. Så småningom växte verksamheten och blev huvudnäring för några medan hobbyfarmerna försvann.
Farmarna anskaffade foder till djuren från gårdarna omkring, där det fanns gott om slaktavfall och andra rester att tillgå. Lagring, transport och malning av fodret var tidsödande och kostsamt. 1957 gick tolv farmare från Monäs ihop och bildade Monäs Frys (sedermera Monäs Feed) – ett av de första centralfoderköken i Finland och landets äldsta ännu verksamma. Så småningom bildades centralfoderkök också i de övriga byarna.
På 1960-talet eskalerade minkskinnsproduktionen; under åren 1962–1965 ökade produktionen av minkskinn med 80,7 procent i landet och 96,4 procent i svenska Österbotten. De stora foderköken var en förutsättning för den kraftiga produktionsökningen. 1965 fanns det i Monäs 60–70, Kantlax 35, Monå 30 och Hirvlax dryga 10 minkfarmer, de utgjorde cirka 80 procent av Munsala kommuns minkfarmer. Därtill kom rävfarmningen. 1970 fick hälften av den arbetsföra befolkningen i Munsala sin utkomst från pälsnäringen.

### Skola
Alla fyra byar har haft egna skolor men sedan slutet av 1960-talet är Hirvlax skola västra Munsalas enda.
1894 fick sjöbyarna sin första fasta skola då folkskolan i Hirvlax inledde sitt första läsår, tidigare hade undervisningen skötts genom den år 1856 inrättade ambulatoriska folkskolan med Anders Svedberg som lärare. Till Hirvlax nyupprättade skoldistrikt hörde Hirvlax, Kantlax och Monäs byar samt Klockars och Jaakkola hemman från Monå by. Övriga Monå hörde till Storsveds skoldistrikt. Skolan i Hirvlax led länge av ett för stort antal elever vilket ledde till att Monäs fick egen skola 1919 och Kantlax 1923. I Monå bildades en privat folkskola 1904. På 1960-talet ledde sviktande elevunderlag till att Kantlax skola slogs ihop med Hirvlax, problemet fanns i många byar och senare beslöt Munsala att man skulle ha tre skolor i kommunen; Kyrkoby, Pensala och Hirvlax. Åren 1967–1968 byggdes en ny skola för västra Munsala på gamla Hirvlax skolas plats. Sjöbyarna hade åter fått en gemensam skola. Där går eleverna årskurs 1–6 och fortsätter sedan i högstadiet i Nykarleby. Skolan renoverades och fick en tillbyggnad 1993. 2013 togs en nybyggd förskola i bruk.

## Munsalaradikalismen
Sjöbyarna var ett starkt fäste för den så kallade Munsalaradikalismen, en mångfasetterad ideell och politisk rörelse för socialism, fred, folkbildning och nykterhet. Rörelsen hade sina rötter dels i den radikala pietismen och senare baptismen som svepte fram över trakten på 1800-talet, dels i de socialistiska idéer som hemvändande emigranter strax efter sekelskiftet 1900 tog med sig till bygden. Munsala socken var en av de finlandssvenska socknarna med högst andel emigranter.
Kring sekelskiftet 1900 var det vanligt att den som illegalt ville ta sig ur landet använde det så kallade Monäspasset – man åkte med fiskebåt över till Sverige. Under värnpliktsstrejken 1902–1904 och inbördeskriget 1918 använde sig många av Monäspasset för att komma undan värnplikten. Under fortsättningskriget 1941–1944 klarade många desertörer från finländska armén, så kallade skogsgardister, att hålla sig gömda i västra Munsalas skogar tack vare stödet från den pacifistiskt lagda ortsbefolkningen.
På 1970-talet hade Munsalaradikalismen dött ut som massrörelse. Orsaker till detta hittas i det ökade välstånd som bland annat pälsnäringen fört med sig och förbättrade möjligheter till utbildning som förde ungdomen bort från bygden.